# Jacques Reverchon
Pour les articles homonymes, voir Reverchon.
Jacques Reverchon, né le 21 février 1750 à Saint-Cyr-au-Mont-d'Or (généralité de Lyon, actuel département du Rhône), mort le 24 juin 1828 à Nyon (Suisse, canton de Vaud), est un homme politique de la Révolution française. 
Entre 1791 et l'an VIII (1799), il est député de Saône-et-Loire à l'Assemblée nationale législative, à la Convention nationale où il vote la mort de Louis XVI avec sursis, et au Conseil des Cinq-Cents. 

## Biographie
Né près de Lyon en 1750, à Saint-Cyr-au-Mont-d'Or, dans une famille de notables enrichis par le négoce, Jacques Reverchon se tourne très jeune vers le commerce du vin entre Beaujolais et Mâconnais. Installé à Marcigny, sur la Loire, où il a des propriétés et des entrepôts, puis à Vergisson, au cœur du vignoble mâconnais, où il acquiert le Fief de France, il fait fortune sous l'Ancien Régime en approvisionnant le marché parisien en vins de Bourgogne, devenant un notable de la région mâconaise.

### Mandat à la Législative
La France devient une monarchie constitutionnelle en application de la constitution du 3 septembre 1791.
Le même mois, Jacques Reverchon est élu député du département de Saône-et-Loire, le onzième et dernier, à l'Assemblée nationale législative. 
Il siège sur les bancs de la gauche de l'Assemblée. En avril 1792, il vote pour que les soldats du régiment de Châteauvieux, qui s'étaient mutinés lors de l'affaire de Nancy, soient admis aux honneurs de la séance. En août, il vote en faveur de la mise en accusation du marquis de La Fayette. 
La monarchie prend fin à l'issue de la journée du 10 août 1792 : les bataillons de fédérés bretons et marseillais et les insurgés des faubourgs de Paris prennent le palais des Tuileries. Louis XVI est suspendu et incarcéré, avec sa famille, à la tour du Temple. 

### Mandat à la Convention
En septembre 1792, Jacques Reverchon est réélu député de Saône-et-Loire, le cinquième sur onze, à la Convention nationale. 
Il siège sur les bancs de la Montagne. Lors du procès de Louis XVI, il vote la mort, rejette l'appel au peuple mais adhère au sursis à l'exécution de la peine. Le 13 avril 1793, il est absent lors du scrutin sur la mise en accusation de Jean-Paul Marat. Le 28 mai, il s'abstient de voter lors du scrutin sur le rétablissement de la Commission des Douze.
Le 8 mars 1793, Jacques Reverchon est envoyé auprès de la section du Finistère. Le 9 mars, il est envoyé en mission aux côtés de Jean-Baptiste Pressavin (député du Rhône-et-Loire) dans les départements du Rhône-et-Loire et de Saône-et-Loire afin d'y accélérer la levée en masse. 
Le 12 juillet, il est envoyé en mission aux côtés de François Laporte (député du Haut-Rhin) dans les départements de l'Ain, du Rhône-et-Loire et de Saône-et-Loire. Il est rappelé à la Convention le 9 brumaire an II (30 octobre 1793).
Le 7 germinal an II (le 27 mars 1794), il est envoyé à Commune-Affranchie en remplacement de Joseph Fouché (député de Loire-Inférieure). 

### Sous le Consulat, le premier Empire et la Restauration royaliste
Hostile à Bonaparte, condamnant le coup d'État du 18 brumaire, il se retire de la vie politique et il reprend sa profession de négociant à Vergisson. Le retour des Bourbons en 1815 le sort de sa retraite. En tant que régicide ayant soutenu les Cent-Jours, il est contraint à l'exil par la loi du 12 janvier 1816. Il s'installe en Suisse où il meurt en 1828 .

### Famille
Il est le grand-père de Jacques Édouard Reverchon, élu député de Saône-et-Loire en 1848. La famille Reverchon subsiste toujours aujourd'hui.

## Sources
- « Jacques Reverchon », dans Adolphe Robert et Gaston Cougny, Dictionnaire des parlementaires français, Edgar Bourloton, 1889-1891 [détail de l’édition]